# سرواله (مقاطعة دهغلان)
سرواله (بالفارسية: سرواله) هي قرية تقع في Bolbanabad District في إيران. يقدر عدد سكانها بـ 433 نسمة بحسب إحصاء 2016.